# Cassius Clark
Cassius Clark est un pilote automobile de stock-car né le 28 octobre 1981 à Farmington, Maine aux États-Unis. Principalement actif dans les séries PASS, il est le fils de l'ancien pilote Billy Clark. Champion 2013 de la série PASS North.
Il a commencé sa carrière dans la série Nelcar Legends Tour à l'âge de 17 ans en 1999. En 2002, il fait le saut en série PASS. Il décroche sa première victoire PASS dans une course hors-championnat à l'Autodrome Montmagny en 2004. Sa première victoire en championnat surviendra l'année suivante à Thompson International Speedway au Connecticut. Il est, depuis, considéré comme l'un des gros canons des séries PASS. À la conclusion de la saison 2014, il compte 19 victoires en 198 départs au combiné des séries North et South. Il a, de plus, été couronné champion du PASS National Championship Super Late Model Series en 2008.
Trois fois vainqueur de la course Atlantic Cat 250 à la piste Scotia Speedworld, près de Halifax en Nouvelle-Écosse dans la série Maritime Pro Stock Tour en 2010, 2012 et 2015.
Il n'a pas de lien de parenté avec Johnny Clark, autre vedette des séries PASS.